# Palmyro Paulo Veronesi d’Andréa
Palmyro Paulo Veronesi d’Andréa (* 25. Januar 1925; † 18. August 2006) war ein brasilianischer Ingenieur und Politiker.
Er war während dreier Amtszeiten von 1964 bis 1969, von 1973 bis 1976 sowie von 1989 bis 1992 Präfekt der Stadt Limeira (São Paulo).
Er starb im August 2006 im Alter von 81 Jahren.